# San Rafael (kulle)
San Rafael är en kulle i Antarktis. Den ligger i Östantarktis. Argentina och Storbritannien gör anspråk på området. Toppen på San Rafael är 833 meter över havet.
Terrängen runt San Rafael är platt åt nordost, men åt sydväst är den kuperad. Terrängen runt San Rafael sluttar västerut. Trakten är obefolkad. Det finns inga samhällen i närheten.